# سيلفان شالوم
وُلد سِلفان شالوم (بالعبرية: סילבן שלום) في تونس في ، 1958 ، وزير داخلية إسرائيلي سابقا بعد فضيحته بالتحرش جنسيا بموظفات إسرائيليات مما جعله يعتزل الحياة السياسية.
وهاجر إلى إسرائيل في 1959، حيث أن والدته مازالت تعيش بمدينة قابس في جنوب تونس . شالوم هو صاحب درجة باكلوريوس في الاقتصاد والمحاسبة من جامعة بن غوريون وكذلك درجة بكالوريوس في الحقوق ودرجة ماجستير في الإدارة العامة من جامعة تل أبيب. وكان يعمل صحافيًا.
كان سِلفان شالوم عضوًا في مجلس إدارة سلطة الإذاعة والتلفزيون وكذلك في مجلس إدارة سلطة المطارات. كما كان مستشارًا لوزراء في شؤون المالية والاقتصاد والتخطيط والعدل. ونشر مقالات في صحف. شالوم متزوّج وله خمسة أولاد. قدم استقالته من الكنيست عقب فضيحته بالتحرش جنسيا.

## فساد أخلاقي واعتزال السياسة
قدم استقالته من عضوية الكنيست إلى رئيس الكنيست، يولي إدلشتاين، يوم الخميس 24 ديسمبر 2015.
وتأتي استقالة شالوم في أعقاب أقوال عدد من النساء عملن تحت إمرته، اتهمنه بالتحرش الجنسي بحقهن، على مدار سنوات ماضية. وكان شالوم قد أعلن في بداية ذلك الأسبوع عن نيته اعتزال الحياة السياسية.

## روابط خارجية
- سيلفان شالوم على موقع مونزينجر (الألمانية)
- سيلفان شالوم على موقع إن إن دي بي (الإنجليزية)